# 硅溪

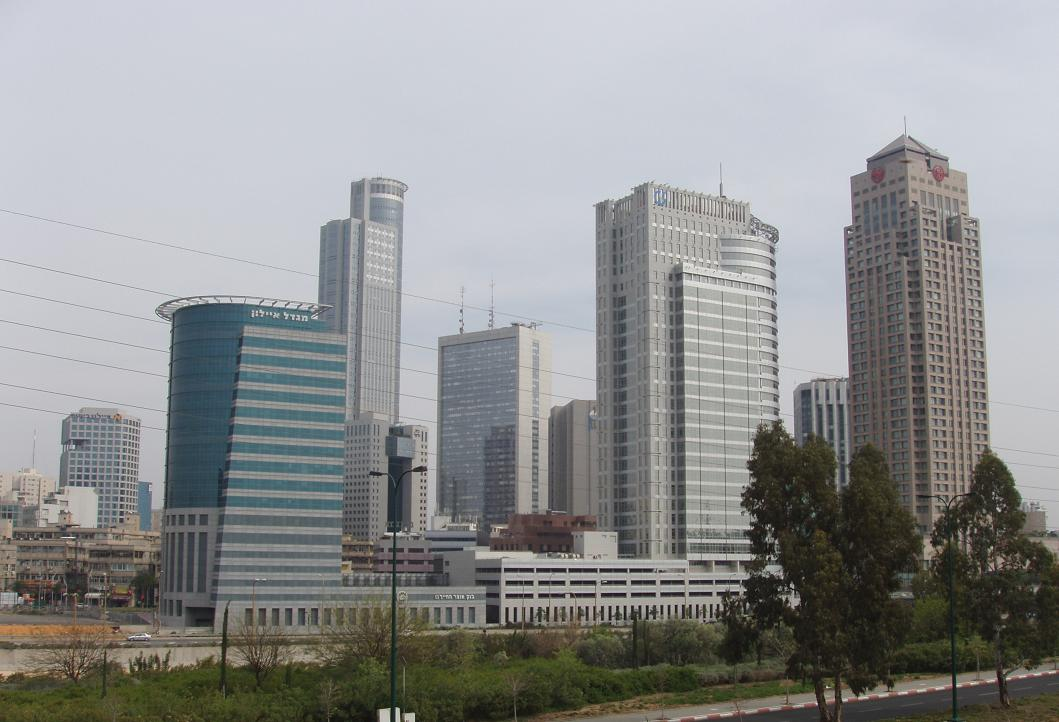
拉马干的钻石交易区

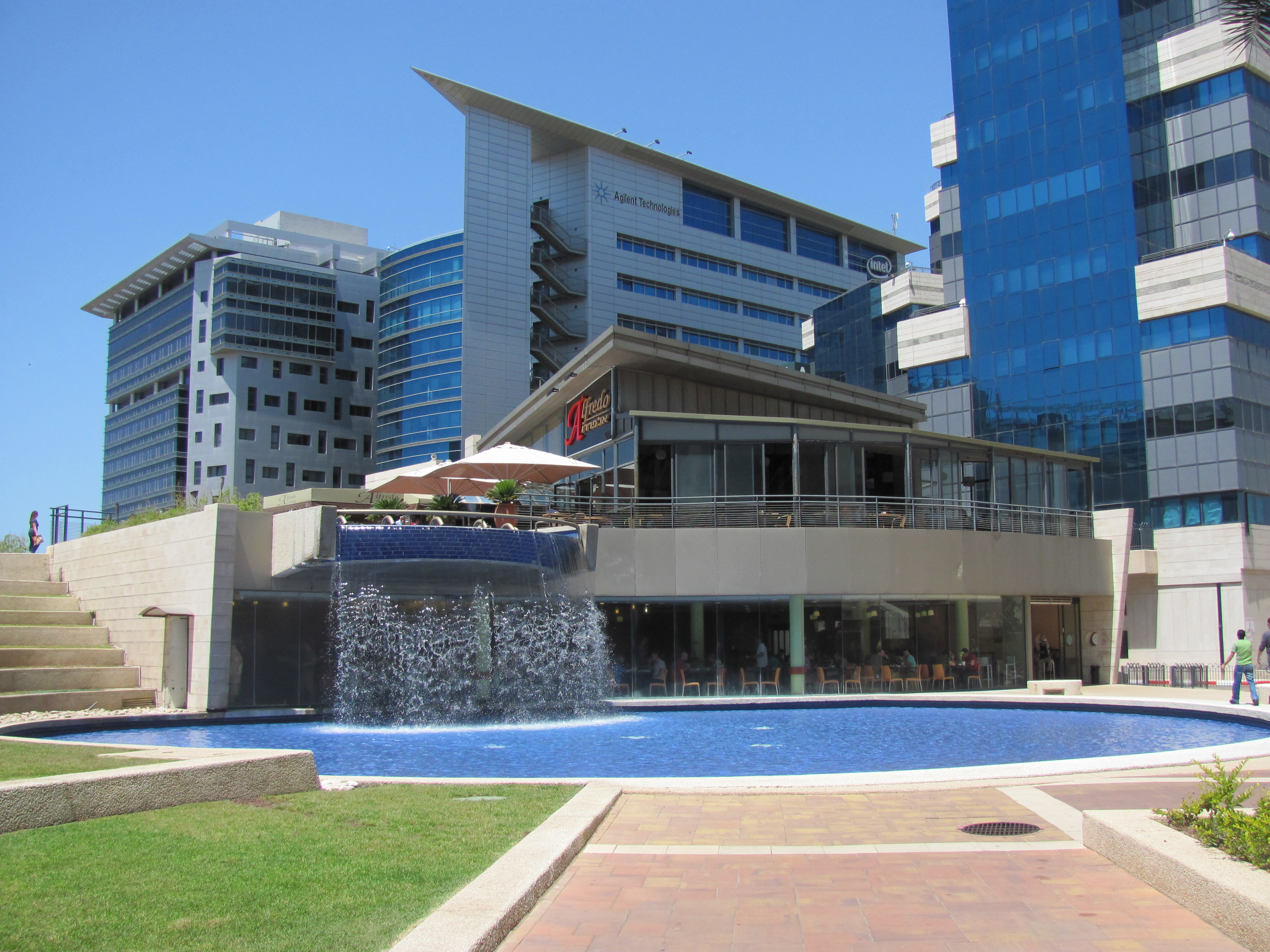
佩塔提克瓦的高科技园区

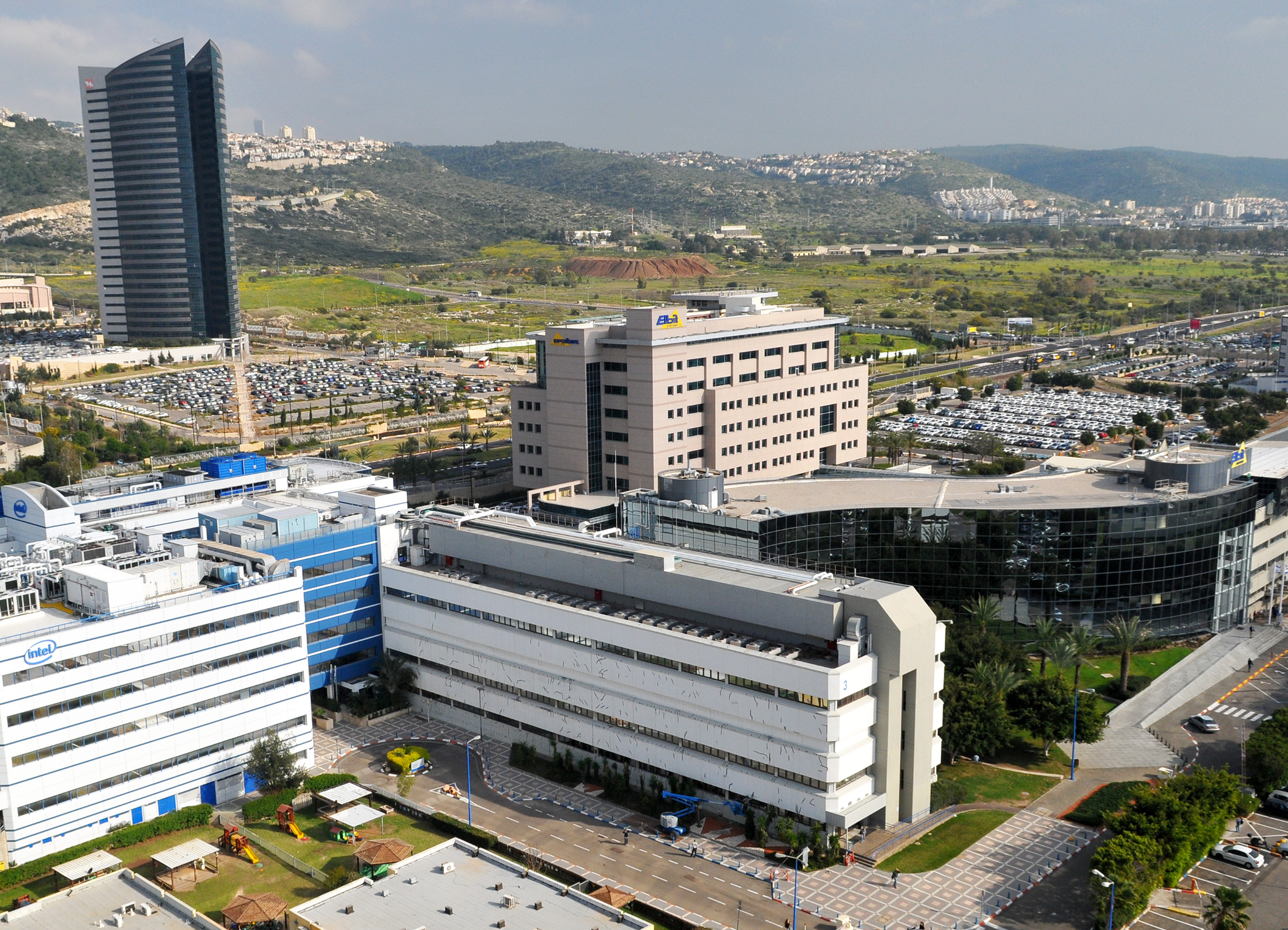
海法的高科技园区

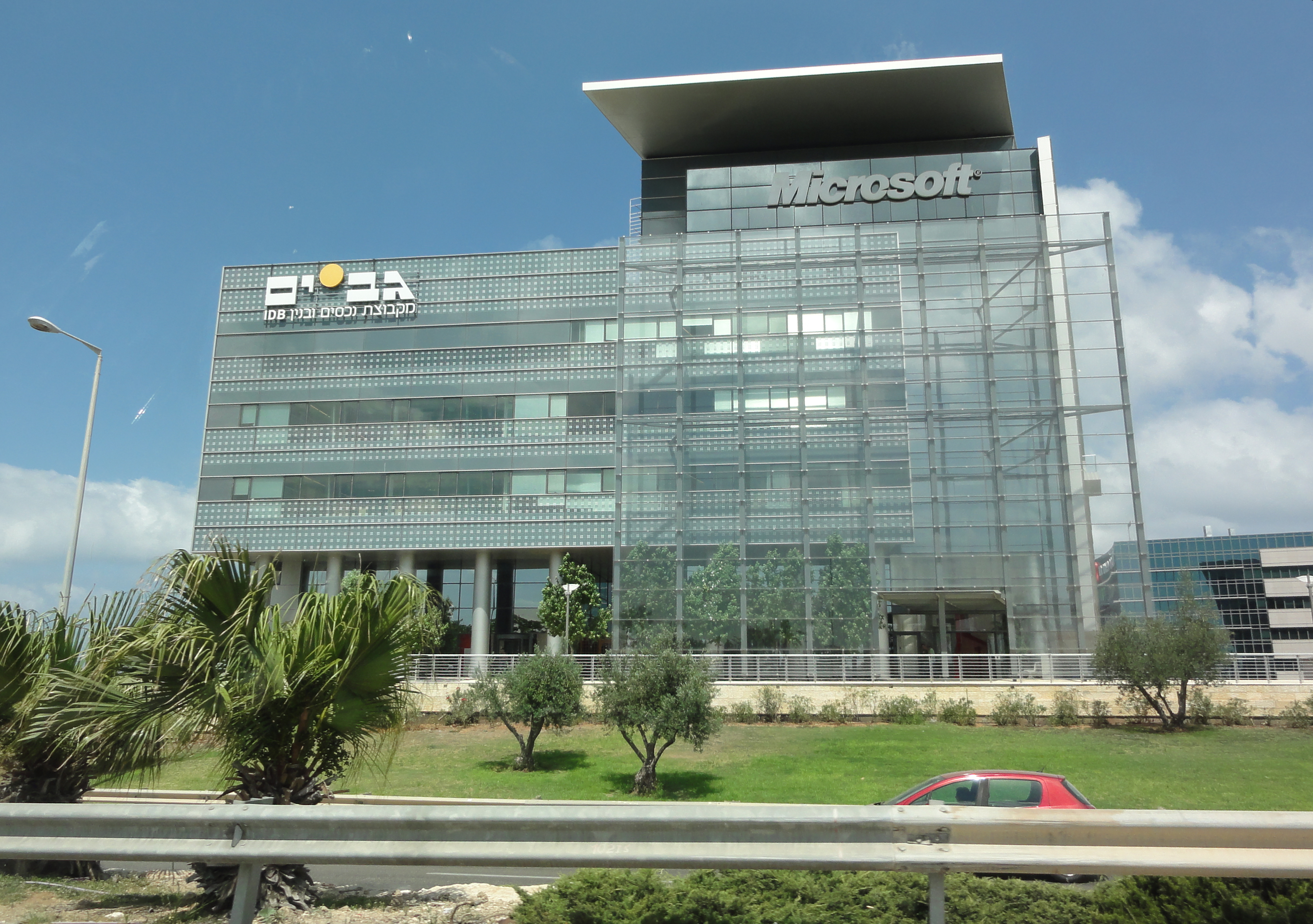
海尔兹利亚的微软大楼

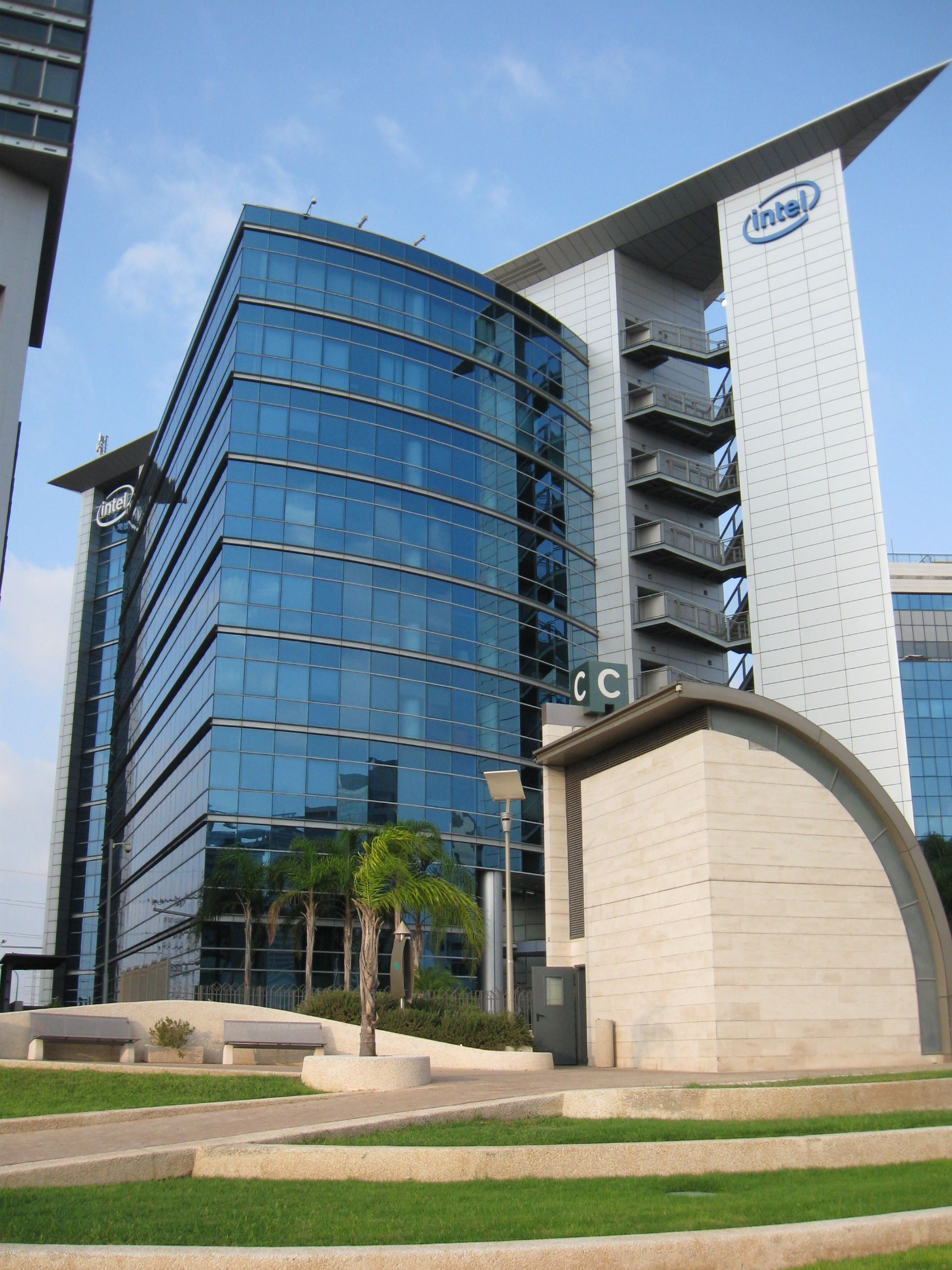
佩塔提克瓦的Intel大楼

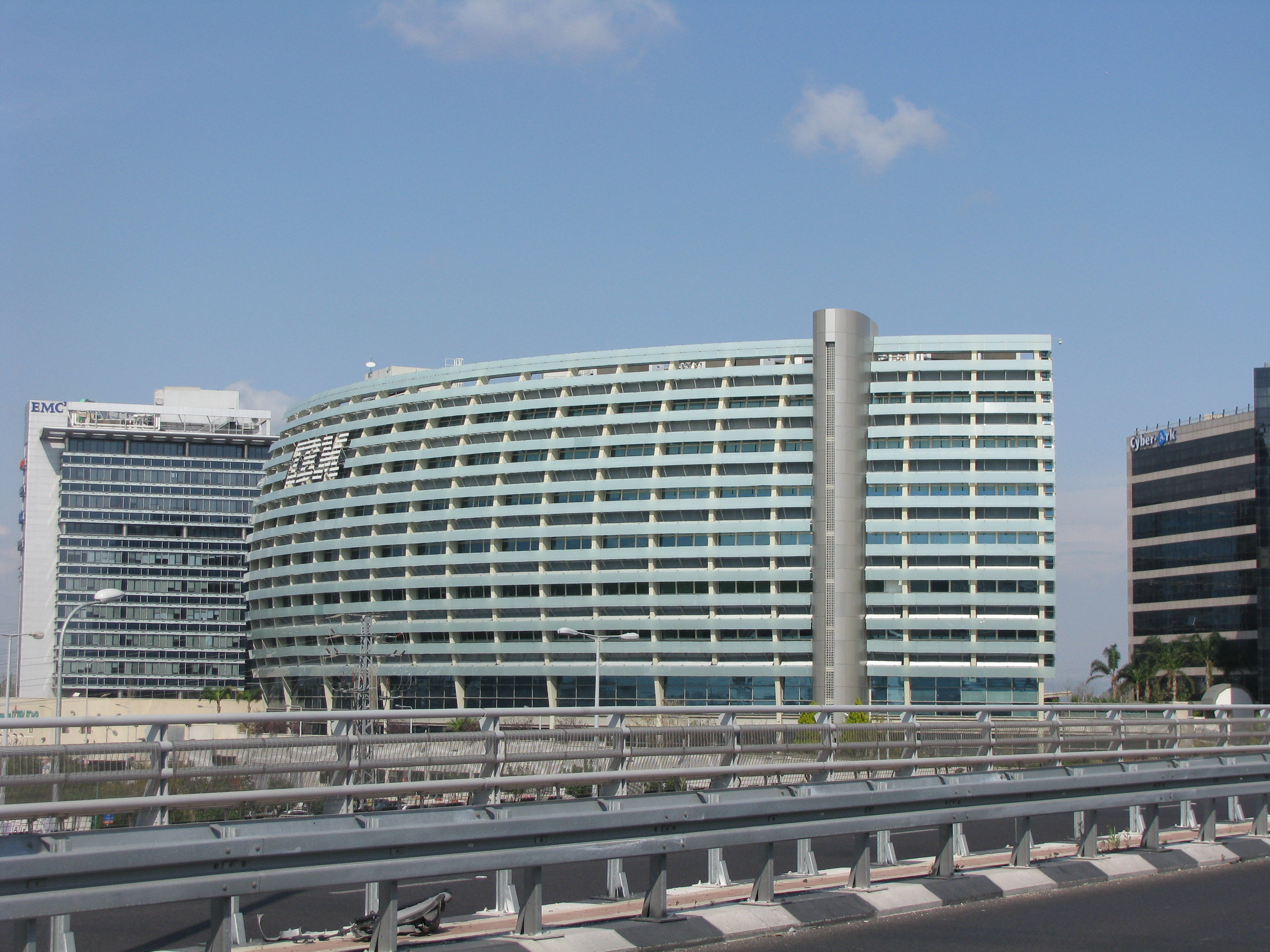
佩塔提克瓦的IBM大楼

硅溪
（羅馬化：siyliyqŵn wådiy，英语：Silicon Wadi）是以色列海岸平原的一个区域，高度集中了高科技产业，类似于美国加州的硅谷，其重要性也仅次于前者。这一区域覆盖了该国的大部分高技术产业，尤其以特拉维夫周围地区最为集中，包括赖阿南纳、佩塔提克瓦、海尔兹利亚、内坦亚、里雄莱锡安以及雷霍沃特的科学城。此外，高技术集群也分布在海法和凯撒利亚。最近，高科技机构已经进入耶路撒冷，以及约克尼穆。